# Фијат R.700
Фиат R.700 (итал. Fiat R.700) је такмичарски авион направљен у Италији на бази бомбардера Фиат BR. Авион је први пут полетео 1918. године. 

## Пројектовање и развој
За потребе међународних такмичења авиона, пројектант инг. Челестино Росатели развио је такмичарски авион Фиат R.700. Да би се пројекат убрзао, за основу је узет лаки бомбардер БР, који је такође развио Росатели. Авион је направљен у року од неколико месеци и био спреман до краја 1919. године.

## Технички опис
Труп је карактерисао правоугаони попречни пресек са два отворена кокпита постављена у тандему, предњи за пилота, задњи за механичара. У труп авиона су уграђени додатни резервоари за гориво. Прамац трупа у пределу мотора је обложен алуминијумским лимом. Изван лимене облоге, цео труп је обложен импрегнираним обојеним платном.
Авион је био опремљен 12-то цилиндричним линијсиким мотором V распореда цилиндара и течношћу хлађен Fiat A.14 снаге 700 KS (515 kW). На вратилу мотора била је насађена двокрака дрвена елиса фиксног корака.
Крила су била дрвене конструкције са две рамењаче, релативно танког профила, пресвучена импрегнираним платном. Крилца за управљање авионом су се налазила само на горњим крилима. Крила су између себе била повезана са по два пара паралелних упорница. Затезачи су били од клавирске челичне жице. Горње и доње крило су имала исти облик и димензије. Спојеви предње ивице са бочним ивица крила су полукружно изведени.
Конструкције репних крила и вертикални стабилизатор као и кормило правца су била направљена од дрвета пресвучена платном. Хоризонтални стабилизатори су са доње стране укрућени упорницама ослоњеним на труп авиона.
Стајни орган је био класичан, направљен као челична конструкција, од заварених танкозидих цеви са фиксном осовином. Амортизација је била помоћу гумених каишева а на репном делу се налазила еластична дрвена дрљача.

## Наоружање
Авион није био наоружан.

## Верзије
Авион је направљен у једном примерку.

## Оперативно коришћење
У октобру 1921. године пилот Франческо Брак-Папа је авионом Фиат R.700 постигао просечну брзину током круга од 100 километара и тиме оборио светски рекорд. Скоро годину дана касније, у августу 1922, исти пилот је достигао 336 km/h, надмашивши још један, иако незванични, светски рекорд. Исти авион је коришћен за такмичење у купу Деутсцх де ла Меуртхе у септембру те године.

## Земље које су користиле авион
- Италија